# Parcs nationaux du Gabon

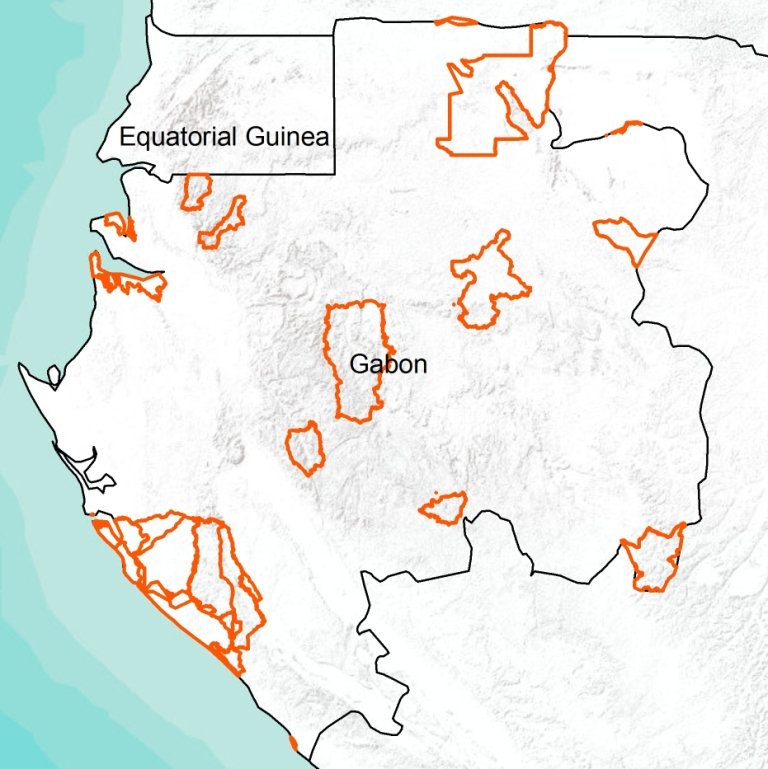
Carte des parcs nationaux du Gabon

Les parcs nationaux du Gabon ont été créés en 2002 sous l'impulsion du président Omar Bongo.
Les parcs sont gérés par l'Agence nationale des parcs nationaux (ANPN).
Ils couvrent 10 % du territoire du pays au moment de leur création, et 25 % en 2022[réf. nécessaire].

## Liste des 13 parcs nationaux
| Parc national                      | Année de création | Province             | Surface (km²) |
| ---------------------------------- | ----------------- | -------------------- | ------------- |
| Parc national d'Akanda             | 2002              | Estuaire             | 411,0         |
| Parc national de Birougou          | 2002              | Ngounié, Ogooué-Lolo | 683,0         |
| Parc national d'Ivindo             | 2002              | Ogooué-Ivindo        | 2 967,0       |
| Parc national de Loango            | 2002              | Ogooué-Maritime      | 1 510,0       |
| Parc national de la Lopé           | 2002              | Ogooué-Ivindo        | 4 942,0       |
| Parc national de Mayumba           | 2003              | Nyanga               | 965,0         |
| Parc national de Minkébé           | 2002              | Woleu-Ntem           | 7 535,0       |
| Parc national des Monts de Cristal | 2002              | Estuaire             | 1 192,0       |
| Parc national de Moukalaba-Doudou  | 2002              | Nyanga               | 4 458,0       |
| Parc national de Mwagna            | 2002              | Ogooué-Ivindo        | 1 167,0       |
| Parc national des plateaux Batéké  | 2002              | Haut-Ogooué          | 2 042,0       |
| Parc national de Pongara           | 2003              | Estuaire             | 960,0         |
| Parc national de la Waka           | 2002              | Ngounié              | 1 061,0       |

- Parc faisant partie du patrimoine mondial de l'Unesco
- Parc faisant partie d'un site Ramsar